# Schweizer Badmintonmeisterschaft 1992
Die Schweizer Badmintonmeisterschaft 1992 fand vom 1. bis zum 2. Februar 1992 in Neuenburg statt. Es war die 38. Auflage der nationalen Titelkämpfe im Badminton in der Schweiz.

## Medaillengewinner
| Disziplin    | Gold                                | Silber                                  | Bronze                              |
| ------------ | ----------------------------------- | --------------------------------------- | ----------------------------------- |
| Herreneinzel | Christian Nyffenegger               | Thomas Wapp                             | Rémy Müller                         |
| Herreneinzel | Christian Nyffenegger               | Thomas Wapp                             | Hubert Müller                       |
| Dameneinzel  | Bettina Villars                     | Silvia Albrecht                         | Bettina Gfeller                     |
| Dameneinzel  | Bettina Villars                     | Silvia Albrecht                         | Yvonne Naef                         |
| Herrendoppel | Rémy Matthey de l’Etang Thomas Wapp | Lawrence Chew Si Hock Laurent Jaquenoud | Hubert Müller Christian Nyffenegger |
| Herrendoppel | Rémy Matthey de l’Etang Thomas Wapp | Lawrence Chew Si Hock Laurent Jaquenoud | Thomas Althaus Stephan Dietrich     |
| Damendoppel  | Silvia Albrecht Bettina Gfeller     | Yvonne Naef Santi Wibowo                | Susy Bär Nicole Zahno               |
| Damendoppel  | Silvia Albrecht Bettina Gfeller     | Yvonne Naef Santi Wibowo                | Valentine Ayer Bettina Villars      |
| Mixed        | Thomas Althaus Bettina Villars      | Lawrence Chew Si Hock Bettina Gfeller   | Laurent Jaquenoud Silvia Albrecht   |
| Mixed        | Thomas Althaus Bettina Villars      | Lawrence Chew Si Hock Bettina Gfeller   | Jorge Rodríguez Francine Carrel     |